# Gastropacha quercifolia
Gastropacha quercifolia là một loài bướm đêm thuộc họ Lasiocampidae. Nó được tìm thấy ở châu Âu và miền bắc và Đông Á.

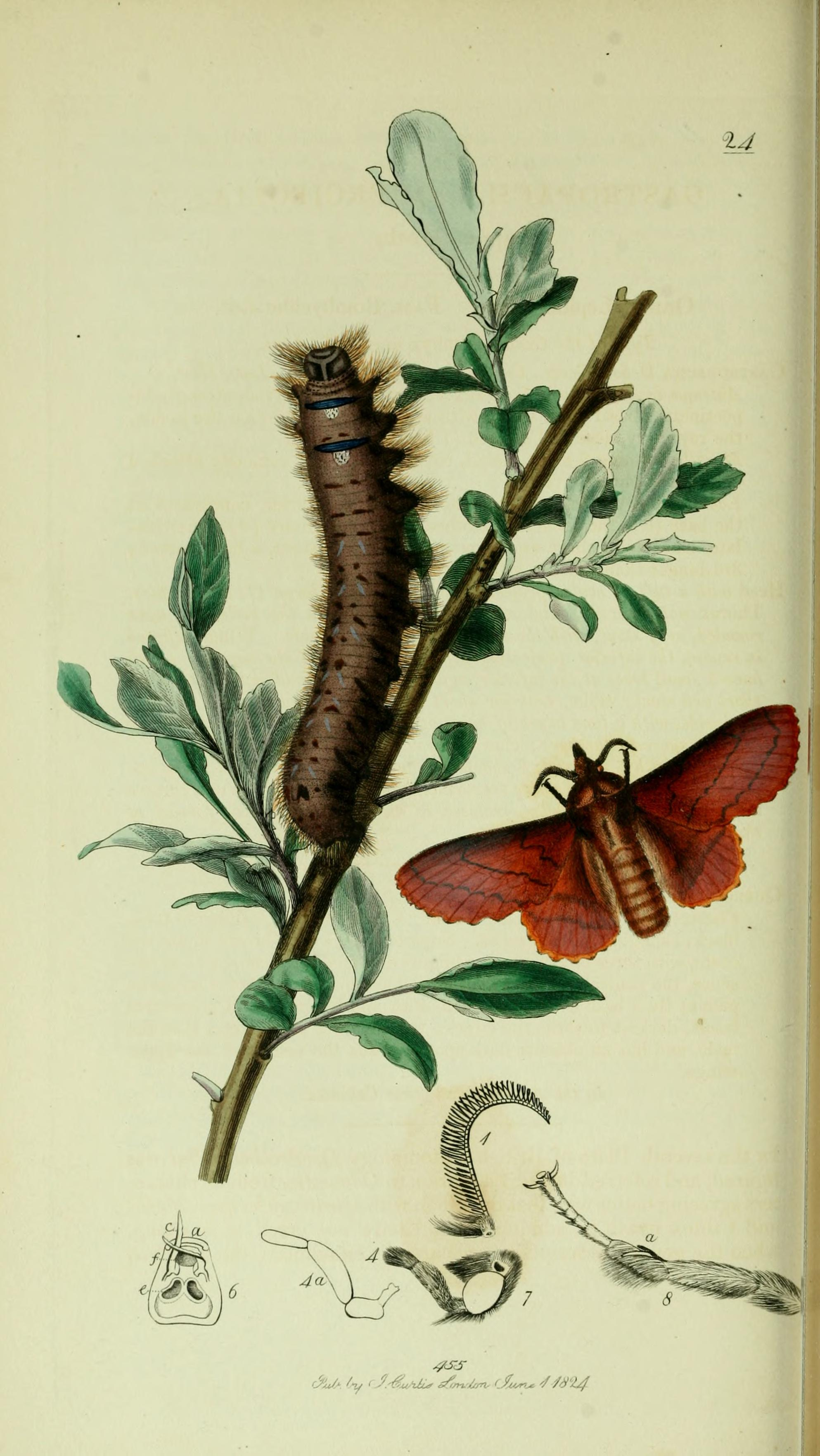
Minh họa từ John Curtis's British Entomology Volume 5

Sải cánh dài 50–90 mm. The đối với con cái are larger than the males. Con trưởng thành bay từ tháng 6 đến tháng 7 tùy theo địa điểm.
Ấu trùng ăn Crataegus, Prunus spinosa, liễu và sồi.

## Hình ảnh

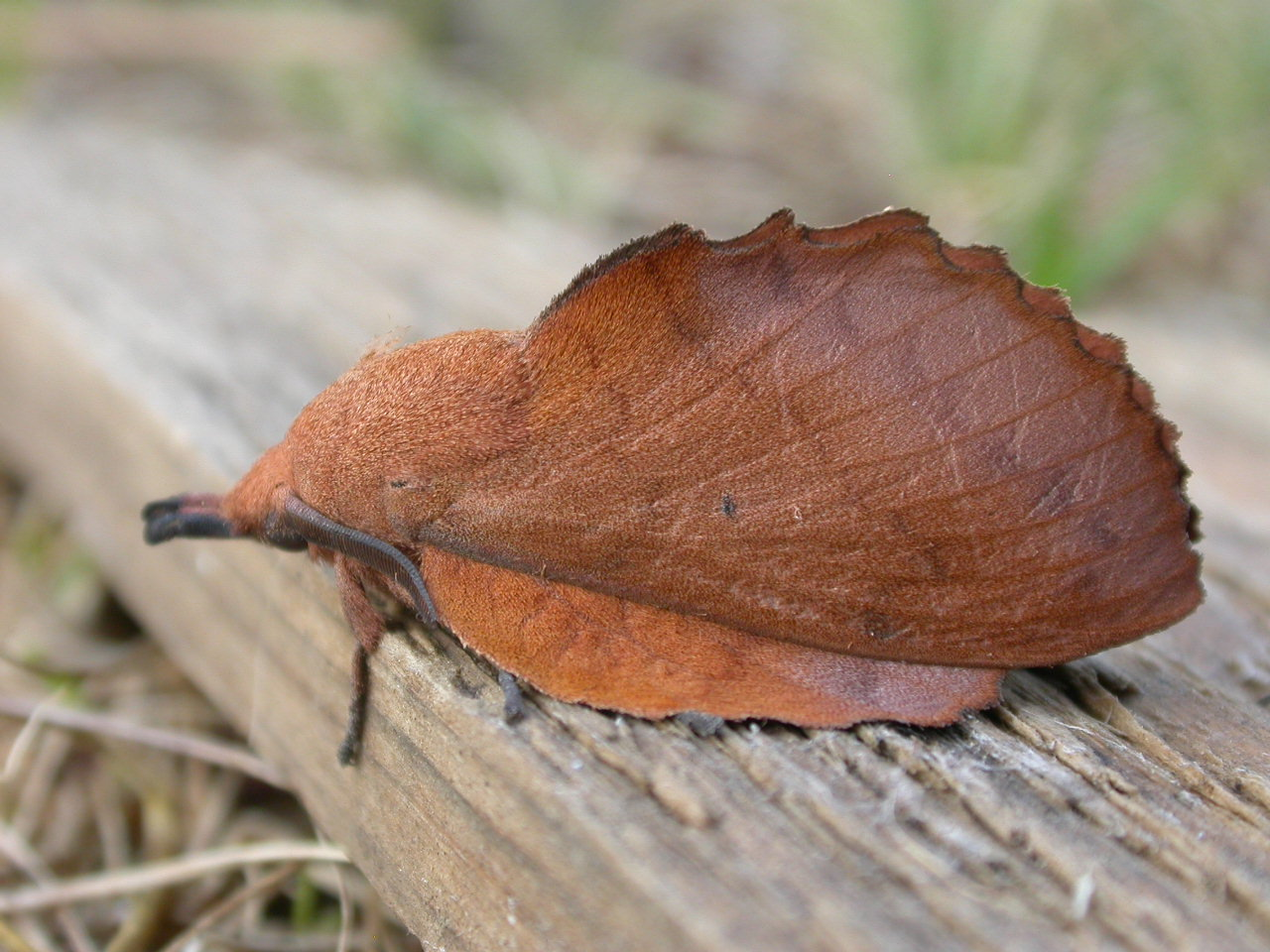
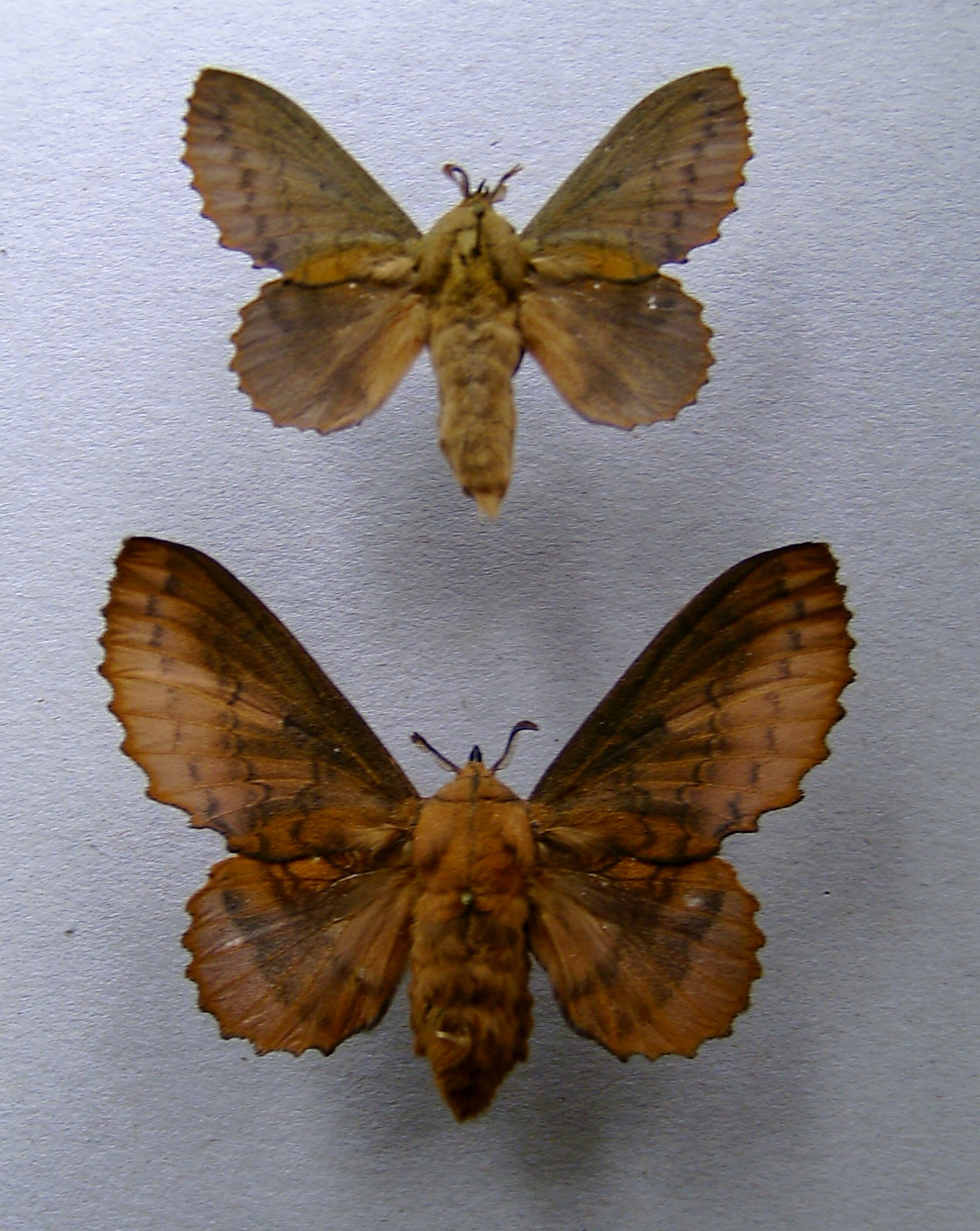
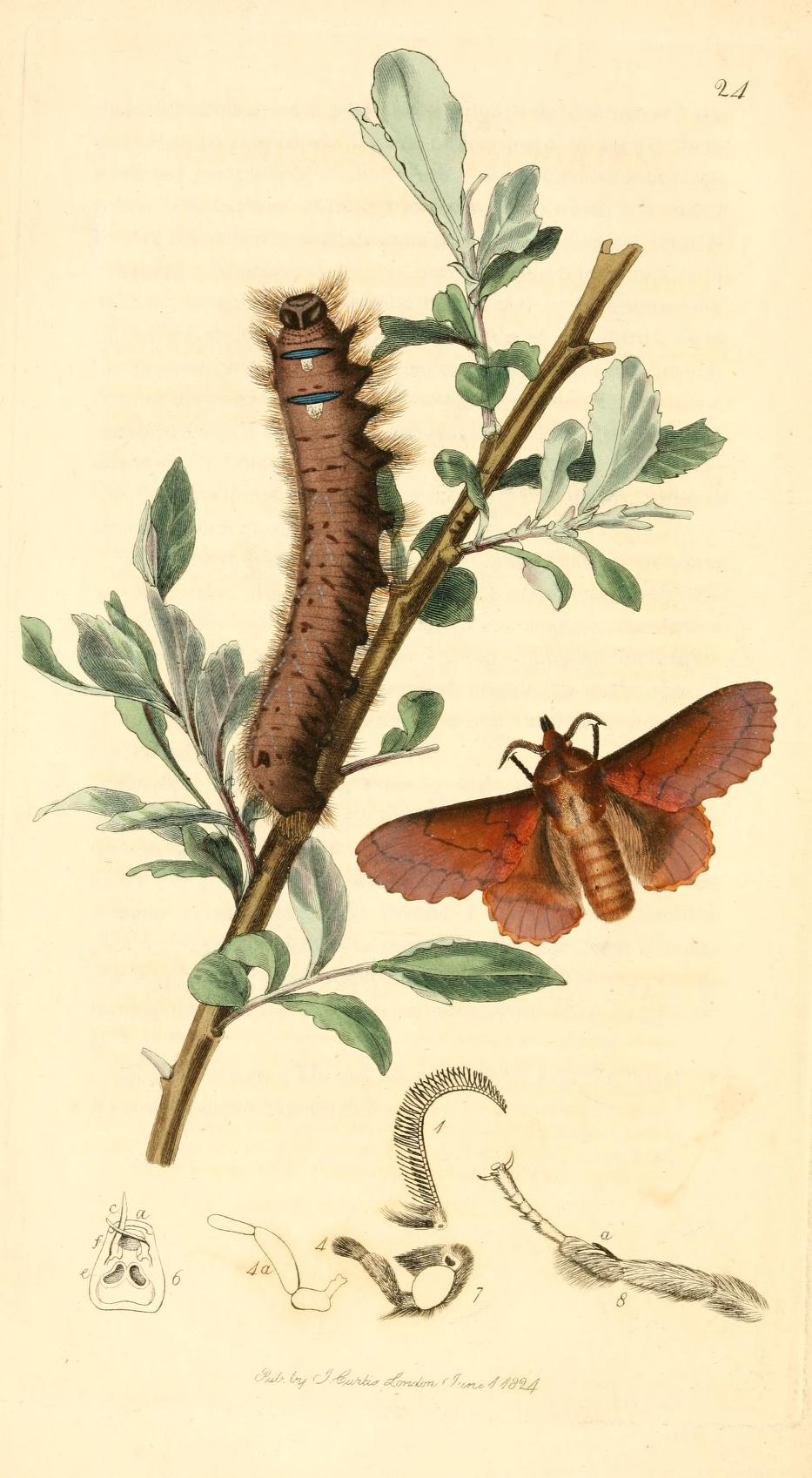
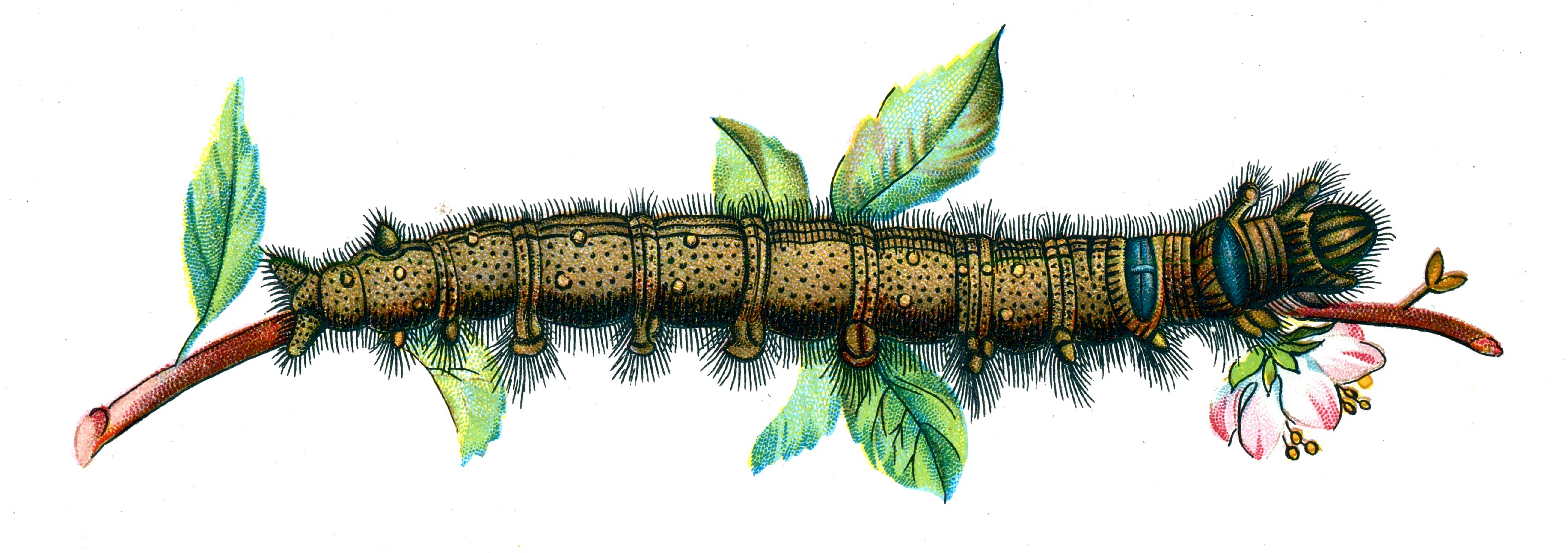